# اسکیلاکس
اسکیلاکس کاریاندایی دریانورد، کاشف و نویسنده از اهالی شهر کاریاندا بود او در پایان سده ششم و آغاز سده پنجم پیش از میلاد می زیست و به داریوش اول پادشاه ایران خدمت می کرد. آثار او همگی گمشده‌اند و تنها نقل قول‌هایی که نویسندگان رومی و یونانی از آن‌ها کرده‌اند باقی مانده است، برخی یک رهنامه به او منصوب کرده‌اند که در حقيقت از آن خود او نیست و در آغاز دهه ٣٣٠ پ.م به دست یک نویسنده ناشناس نوشته شده است.

## دریانوردی از شمال سند به جنوب
نزدیک به ۵۱۵ سال پیش از میلاد به دستور داریوش یکم هخامنشی مسیر رود سند را از ناحیه گاندارا پیمود. او و همراهانش با پیمودن مسیر سند به دریا رسیدند و از آن جا غرب اقیانوس هند را طی کردند و به دریای سرخ رفتند. در آن رود سند به دریای محیط یا اقیانوس رسیدند و از دریای عمان تا دریای سرخ سوئز کشتی‌راندند و سی ماه پس از آغاز مأموریت بازگشتند و گزارش سفر را به داریوش دادند.
او شرحی از شهرها و جزیره‌های دریای مدیترانه نیز نوشته‌است و در آن از جزیره کرت نام برده‌است.
نام اسکیلاکس در جهان باستان شناخته بود و استرابون از او به عنوان «نویسنده قدیمی» یاد کرده‌است. رهنامه‌ای از یونان باستان در دست است که در عنوانش (گمان می‌رود برای تجلیل) از او نام برده شده‌است.
در ترجمه‌های فارسی نام او را اسکولاخ، اسکولاکس، اسکیلاس، اسکیلاگس، از مردم کاروآندا، دوکاریاند، کاریاندی و کاریندا هم نوشته‌اند.
«داریوش بزرگ، شاهنشاه بزرگ هخامنشی هنگامی که می‌خواست بخش‌های باختری و خاوری شاهنشاهی خود را با یک راه آبی به هم بپیوندد، باید به آشکار کردن(: کشف) راه‌های آبی ناشناخته دست می‌زد. از این روی به «اسکولاکس کاریایی» اهل کاریاندا، فرمان داد با چند کشتی جنگی پارسی سراسر کرانه‌های دریایی شاهنشاهی را شناسایی کند و در این‌باره گزارش دهد. اسکولاکس از شهر گنداره –در خاور افغانستان امروزی- سفر خود را آغاز کرد. او رود کابل را در مسیرش به سوی خاور تا پیوستن به سند راند و از آن پس بر روی سند، رو به جنوب، خود را به اقیانوس هند رساند. وی با رسیدن به اقیانوس هند، در حالی که به سوی باختر می‌راند، کرانه‌های خلیج فارس تا «بندر کاریایی» در بنیشو (در نزدیکی خرمشهر کنونی) را بررسی کرد. او پس از این، دلیرانه آغاز به دور زدن دریاییِ شبه جزیره عربستان کرد، تا پس از سی ماه به «سوئز» کنونی رسید. اسکولاکس گزارش‌های کار خود را پس از بازگشت از مصر به داریوش بزرگ داد.»